# The Lotus Eaters
The Lotus Eaters är en brittisk new wave-grupp bildad 1982 av Peter Coyle (sång), Jeremy Kelly (gitarr), Michael Dempsey (basgitarr) och Stephen Crease (trummor).
Gruppens debutsingel The First Picture of You från 1983 blev en hit på UK Singles Chart och de gav ut albumet No Sense of Sin 1984. Albumet och följande singlar sålde inte mycket i hemlandet men deras romantiskt melankoliska gitarrpop gav dem en stor publik i Filippinerna och Japan. 1985 splittrades gruppen och Coyle inledde en solokarriär medan Kelly återgick till sin förra grupp The Wild Swans. I slutet av 1990-talet återförenades Coyle och Kelly för att spela in nytt material och gav ut albumet Silentspace som The Lotus Eaters 2001.

## Diskografi
- 1984 – No Sense of Sin
- 2001 – Silentspace

## Källa
- The Lotus Eaters Allmusic.com